# Kryzys finansowy Rangers F.C.
Kryzys finansowy Rangers F.C. – seria wydarzeń w Rangers Football Club, jaka za rządów Davida Murraya i Craiga Whyte’a doprowadziła do zadłużenia, a w konsekwencji bankructwa klubu na wiosnę 2012 roku. Likwidacja struktur dotychczas kontrolujących Rangers wymusiła konieczność powołania nowej spółki, która pod przewodnictwem Charlesa Greena przejęła od zarządu komisarycznego władzę w klubie. Decyzją organów piłkarskich w Szkocji „The Gers” nie zostali dopuszczeni do rozgrywek Scottish Premier League, a następnie zdegradowani do Scottish Football League Third Division, będącej najniższą ligą w kraju.

## Wprowadzenie

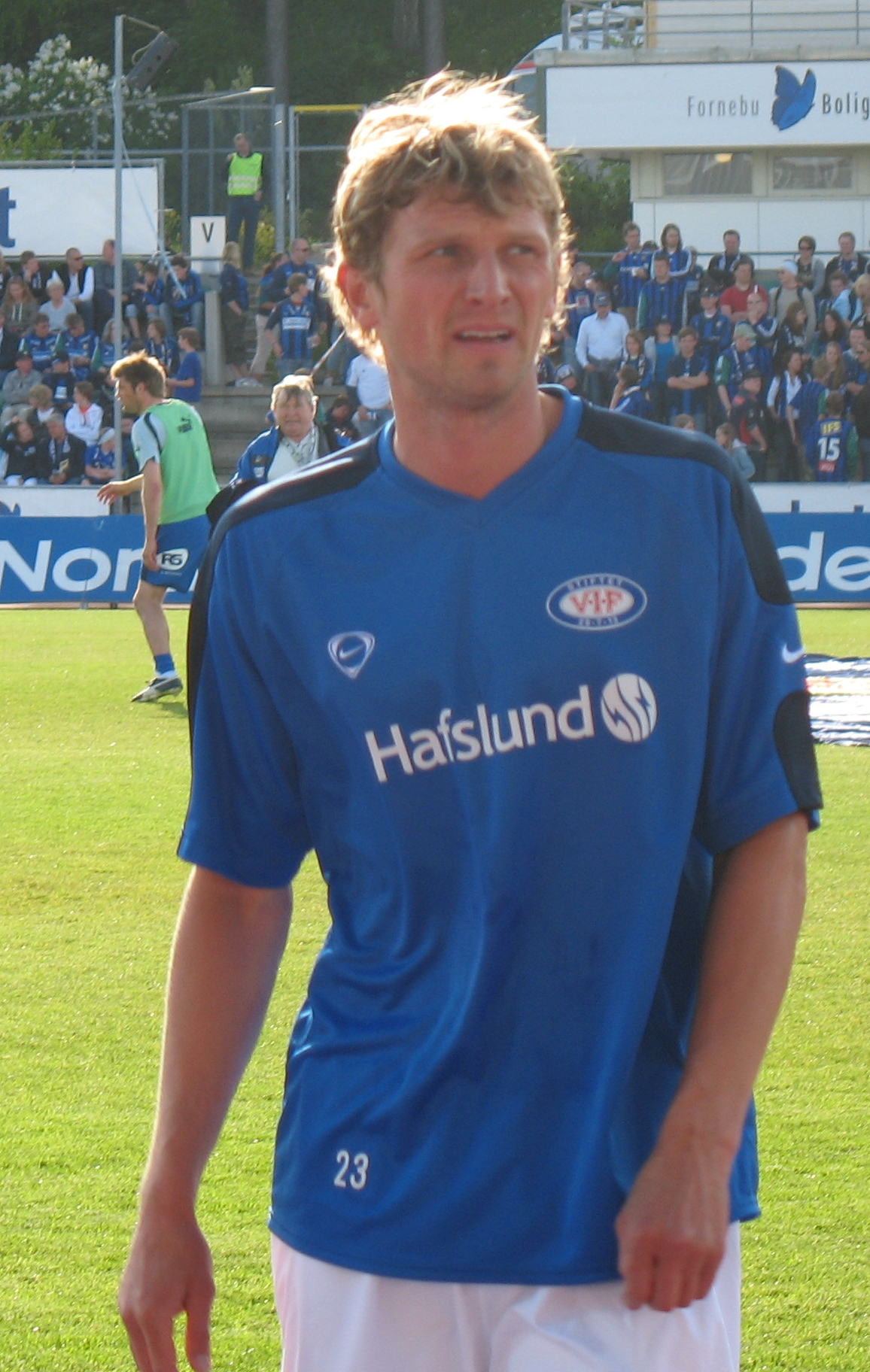
Tore André Flo był idealnym przykładem polityki władz Rangers na początku XXI wieku. Norweski napastnik trafił na Ibrox z Chelsea za rekordową do dziś sumę – 12 milionów funtów.

23 listopada 1988 r. David Murray został nowym właścicielem klubu z Ibrox Stadium, kupując od Lawrence’a Marlborough za 6 milionów funtów większościowe udziały w Rangers. Pierwsze lata za rządów Murraya okazały się nadspodziewanie udane. „The Gers” przerwali kilkuletnią dominację na krajowym podwórku Aberdeen oraz Dundee United i wykorzystując problemy finansowe swojego odwiecznego rywala – Celticu wywalczyli tzw. Nine in a Row, a więc dziewięć kolejnych tytułów mistrzowskich, począwszy od sezonu 1988-1989, aż po późne lata 90. (1996-1997). Utrata miana najlepszej ekipy w kraju w roku 1998 zbiegła się z zapowiedzianym wcześniej odejściem dotychczasowego menedżera – Waltera Smitha, który na Ibrox pracował od ponad sześciu lat. Jego następcą został pierwszy w dziejach klubu z Glasgow zagraniczny szkoleniowiec – Dick Advocaat, przed którym postawiono zadanie nie tyle przywrócenia dominacji w Szkocji, co zawojowania Europy. Miała temu pomóc agresywniejsza polityka transferowa, której zapowiedzią były słynne już słowa Murraya: Za każde 5 funtów wydane przez Celtic my wydamy 10. Przez trzy i pół roku obecności na ławce trenerskiej Holendra Rangers przeznaczyli na nowych zawodników ponad 83 mln funtów. Również za czasów Advocaata kosztem 14 mln wybudowano na przedmieściach Glasgow nowoczesny ośrodek treningowy, Murray Park.

## David Murray
Już w 1999 r. (pomimo wywalczenia krajowej potrójnej korony) klubowe zadłużenie wzrosło na tyle, że w ramach zabezpieczenia częściową kontrolę nad klubem (7%) przejął Bank of Scotland. Brak porozumienia odnośnie do przyszłych działań sprawił również, że w maju tego samego roku z posady w zarządzie zrezygnował Howard Stanton, reprezentujący ENIC Group, spółkę, która trzy lata wcześniej zainwestowała w Rangers 40 mln. Dwa lata później kierownictwo ENIC Group poinformowało o chęci sprzedaży swoich udziałów w klubie wynoszących 20,2%. Ostatecznie, w 2004 r. trafiły one za 8,9 mln do Murraya, który stał się wówczas posiadaczem 86% udziałów.
Relatywnie niewielkie wpływy ze sprzedaży zawodników, a także rozczarowujące wyniki na arenie europejskiej doprowadziły do zwiększenia klubowego zadłużenia do około 80 mln. W grudniu 2001 roku Advocaata na stanowisku menedżera zastąpił mniej znany wówczas Alex McLeish i przybycie rudowłosego Szkota było zarazem początkiem radykalnego cięcia kosztów, celem przywrócenia klubowi dawnej finansowej stabilności. Jednym z jego elementów było wprowadzenie jeszcze kilka miesięcy wcześniej, za namową prawnika Paula Baxendale-Walkera, modelu Employee Benefits Trust (umożliwiającemu wypłatę wynagrodzeń w ramach nieopodatkowanych bezzwrotnych „pożyczek”), który miał znacząco ograniczyć wysokość rozliczeń z Her Majesty’s Revenue & Customs (HMRC) – brytyjskim Urzędem Skarbowym.
W latach 2002–2004 pozycję Prezesa zajmował John McClelland, przy czym w dalszym ciągu właścicielem Rangers był Murray. 27 sierpnia 2004 r. zapowiedział on o planowanym powrocie do bieżącego zarządzania klubem, co ostatecznie uczynił pięć dni później. Tego samego dnia ogłoszona została informacja o uzyskaniu z tytułu emisji akcji około 57 mln, które przeznaczone zostały na znaczące zmniejszenie klubowego długu. Spośród zebranej kwoty aż 50 mln pochodziło jednak od Murraya, którego spółka, Murray International Holdings faktycznie przejęła większość zadłużenia Rangers.
Ten krok właściciela, podobnie jak sprzedaż dwa lata później firmie JJB wartej 48 mln (18 mln płatne z góry) 10-letniej licencji na rozprowadzanie klubowych gadżetów pozwoliły na redukcję zobowiązań do zaledwie 5,8 mln. Również w 2006 r. Murray ogłosił chęć sprzedaży swoich udziałów, która miała nastąpić w przeciągu trzech lat. W tym samym czasie nowym menedżerem został słynny na całym świecie francuski szkoleniowiec Paul Le Guen, który miał, podobnie jak Advocaat, sprawić, by Rangers stali się czołową europejską drużyną. Olbrzymie problemy na krajowych boiskach sprawiły jednak, że musiał on pożegnać się ze swoim stanowiskiem już po upływie pół roku. Jego następcą został Smith, porzucając posadę selekcjonera Reprezentacji Szkocji i wracając do klubu, z którym w latach 90. wywalczył trzynaście trofeów.

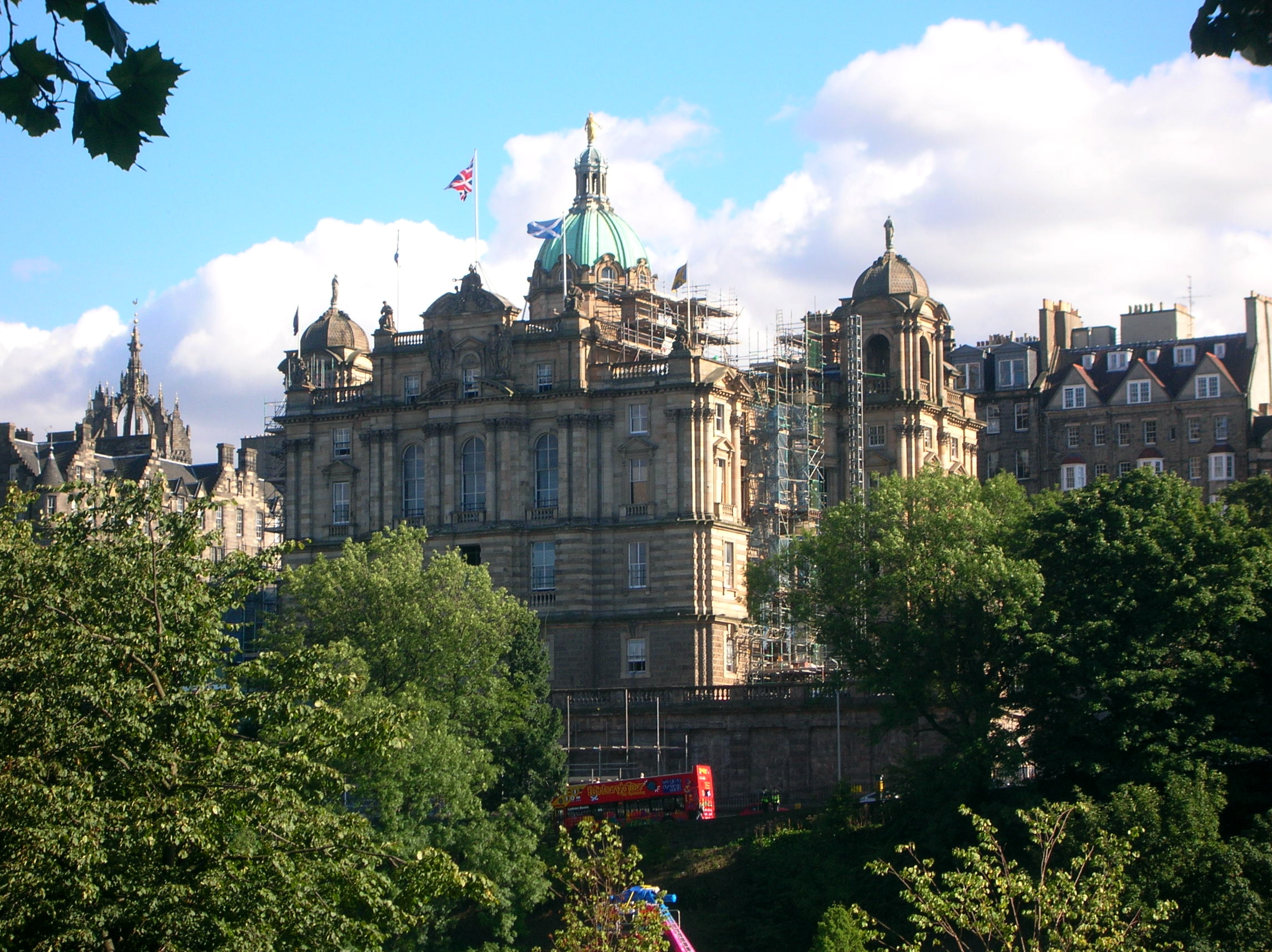
Siedziba główna Bank of Scotland, który na przełomie tysiącleci był głównym wierzycielem klubu.

Pomimo niemal całkowitej spłaty długu wobec Bank of Scotland klub był zmuszony zaciągnąć w trakcie sezonu 2006-07 kolejny kredyt, w wysokości 22 mln w Lloyds Banking Group na niezbędne wzmocnienia po nieudanym pobycie w Glasgow LeGuena, a także na pokrycie stale ponoszonych strat, które zostały zmniejszane jedynie w przypadku triumfu w rozgrywkach ligowych i awansu do fazy grupowej elitarnych rozgrywek UEFA Champions League. Jeden występ na tym etapie w roku 2007 oraz gra w finale Pucharu UEFA w tym samym sezonie nie zatrzymały stale rosnących zobowiązań, które w czerwcu 2009 roku przekroczyły barierę 30 mln. W sierpniu 2009 r. Murray ponownie zrezygnował ze stanowiska Prezesa, które powierzył Alastairowi Johnstonowi, a w październiku tego roku do wiadomości publicznej podano komunikat o przejęciu kontroli nad klubem przez Lloyds.
Kryzys gospodarczy z 2008 r. miał poważny wpływ na Murray International Holdings, które zanotowało blisko 80-procentowe straty. Stało się jasnym, że tym razem klub nie będzie mógł liczyć na pomoc finansową ze strony swojego właściciela, jak to miało miejsce w roku 2004, a dodatkowo w kwietniu 2010 r. HMRC wytoczyło Rangers proces w sprawie rzekomo nielegalnych płatności związanych z wprowadzonym na początku trzeciego tysiąclecia Employee Benefits Trust. Szacowano wówczas, że ewentualna porażka w sądzie kosztowałaby klub blisko 50 mln funtów. Zainteresowany przejęciem udziałów w Rangers angielski biznesmen Andrew Ellis wycofał wówczas swoją ofertę.
Znaczne ograniczenie działalności na rynku transferowym nie przeniosło się jednak na sportowe niepowodzenia. W latach 2009–2011 dowodzeni przez Smitha „The Gers” trzykrotnie zdobyli Mistrzostwo Szkocji, a także dwa razy brali udział w Lidze Mistrzów, co pozwoliło o połowę zmniejszyć zadłużenie, które latem 2011 r. wynosiło nieco ponad 14 mln.

## Craig Whyte
6 maja 2011 r. po wielomiesięcznych negocjacjach z bankiem, Murrayem i klubowym zarządem, który na czele z Johnstonem był przeciwnikiem całej transakcji nowym właścicielem Rangers został Craig Whyte. Urodzony w Motherwell przedsiębiorca nabył większościowy pakiet akcji za symbolicznego funta, zobowiązując się jednocześnie to spłacenia długu u Lloyds i zapewnienia środków finansowych na rozwój drużyny.
Jak się później okazało, fundusze na spłatę zadłużenia w banku Whyte pozyskał poprzez zaciągnięcie w firmie Ticketus pożyczki w wysokości 26,7 mln pod zastaw dochodów ze sprzedaży karnetów w ciągu kolejnych trzech lat. Wielkim rozczarowaniem okazał się natomiast przebieg letniego okienka transferowego, w trakcie którego nowy właściciel nie przekazał obiecanych pieniędzy na wzmocnienia składu. Przełożyło się to pośrednio na brak awansu „The Gers” (dowodzonych od nowego sezonu przez Ally’ego McCoista) do fazy grupowej Ligi Mistrzów, który, wbrew wcześniejszym analizom, nie okazał się decydującym czynnikiem do przyszłych, radykalnych kroków jakie powzięto w klubie.
Od początku swoich rządów na Ibrox Whyte zdając sobie sprawę z trudnej sytuacji finansowej klubu i spodziewając się sądowej porażki w postępowaniu wytoczonym przez HMRC, postanowił nie rozliczać się z Urzędem Skarbowym z podatku dochodowego. Pierwsze miesiące jego władzy upłynęły pod znakiem tajnych negocjacji z HMRC w obecności doradców finansowych. Stało się jasnym, że bez osiągnięcia kompromisu bądź pozyskania znaczących inwestycji klub nie będzie dalej w stanie prowadzić swojej działalności gospodarczej. Ostatecznie, 13 lutego 2012 r. Whyte złożył w Sądzie Najwyższym w Edynburgu dokumenty sygnalizujące chęć wprowadzenia do klubu zarządu komisarycznego. Dzień później rozpoczął się na Ibrox proces administracyjny, którego bezpośrednią przyczyną były sięgające 9 milionów funtów bieżące zaległości podatkowe, a za jego przeprowadzenie odpowiedzialni byli Paul Clark i David Whitehouse z londyńskiej firmy Duff & Phelps, która asystowała Whyte’owi w okresie przejmowania kontroli nad klubem i późniejszych rozmów z HMRC. Jak wykazała przechwycona później przez dziennikarzy stacji BBC korespondencja, Whyte od dawna konsultował z reprezentującym Duff & Phelps Davidem Grierem przyszłe działania, w których uzgodnione zostały szczegóły administracyjne, m.in. wynagrodzenie dla członków zarządu komisarycznego czy czas trwania całego procesu. Właściciel Rangers sprawiał wrażenie niezdającego sobie wówczas sprawy z powagi sytuacji mając nadzieję, że wszystko zakończy się w ciągu kilku godzin bez żadnych niemiłych niespodzianek.

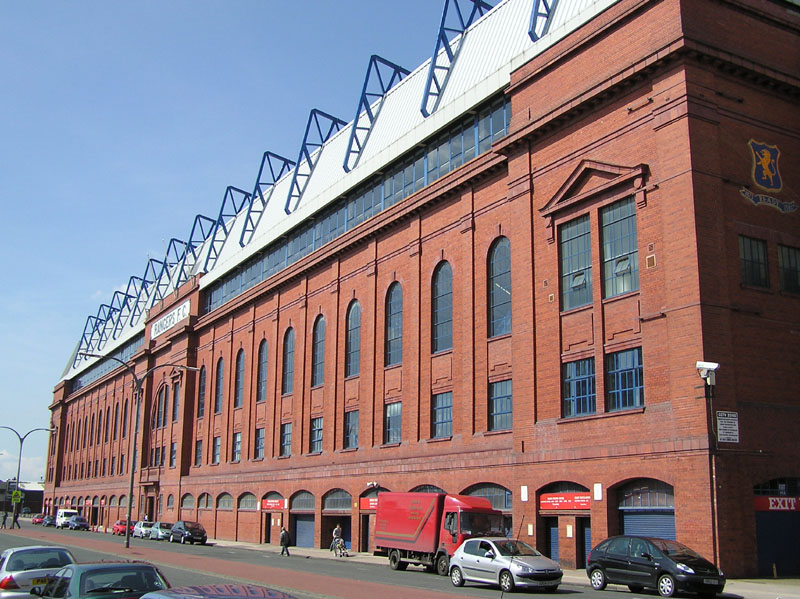
Ibrox Stadium – od przeszło stu lat siedziba Rangers F.C.

Zgodnie z regułami Scottish Premier League, wprowadzenie zarządu komisarycznego automatycznie poskutkowało karą odjęcia dziesięciu punktów w ligowej tabeli, co de facto zakończyło nadzieję „The Gers” na zdobycie mistrzowskiego tytułu, a także uniemożliwiło klubowi otrzymanie od UEFA licencji pozwalającej na udział w rozgrywkach międzynarodowych w sezonie 2012/13.
Przed Duff & Phelps stanęło zadanie wyprowadzenia klubu na prostą, poprzez redukcję wynagrodzeń, osiągnięcie porozumienia z klubowymi wierzycielami (przede wszystkim HMRC) i znalezienie nowego inwestora, który zapewniłby możliwie jak największy zwrot długu i stabilną przyszłość Rangers. Po kilkunastu dniach negocjacji osiągnięto pierwszy cel, a mianowicie podpisano z zawodnikami nowe, krótkoterminowe kontrakty, zgodnie z którymi otrzymywali oni przez okres trzech miesięcy do 75% niższe wynagrodzenie, co uchroniło pracowników przed masowymi zwolnieniami (klub opuściło jedynie dwóch członków zarządu i dwóch piłkarzy). W międzyczasie kibice „The Gers” w porozumieniu z klubem uruchomili specjalny fundusz (Rangers Fans Fighting Fund), z którego środki miały pokryć bieżące wydatki Rangers. Z raportu opublikowanego przez Duff & Phelps wynikało natomiast, że szacunkowe zadłużenie klubu, w przypadku porażki w sądzie, osiągnie 134 mln.
W drugiej połowie marca zarząd komisaryczny rozpoczął przetarg, którego celem miało być znalezienie Rangers nowego właściciela. W pierwszej fazie do klubu wpłynęły oferty Blue Knights (konsorcjum prowadzonego przez Paula Murraya, byłego dyrektora klubu, wspieranego przez Ticketus i organizacje kibicowskie) oraz indywidualnych przedsiębiorców: Briana Kennedy’ego, Billa Millera i Billa Ng. Po wielu perturbacjach związanych m.in. z oświadczeniami Scottish Premier League o nowych sankcjach dla klubów, które popadły w problemy finansowe oraz Scottish Football Association dotyczące kar, jakie nałożono na klub w związku z wydarzeniami na Ibrox, a także statusu Ticketus zwycięzcą ogłoszono Amerykanina, Millera. 3 maja, po wpłaceniu depozytu w wysokości 500 tysięcy funtów, otrzymał on status preferowanego nabywcy, jednakże pięć dni później niespodziewanie wycofał on swoją ofertę, stawiając klub w obliczu widma likwidacji.

## Charles Green
13 maja, na kilka godzin przed rozpoczęciem ostatniego meczu w sezonie zarząd komisaryczny zwołał konferencję prasową, na której przedstawił Charlesa Greena, jako dowodzącego konsorcjum Sevco, które złożyło zaakceptowaną przez Duff & Phelps i Craiga Whyte’a ofertę kupna Rangers, opiewającą na 8,5 mln. Wkrótce po jej przyjęciu rozpoczęto przygotowania do procesu Company Voluntary Arrangement (CVA), polegającego na porozumieniu z wierzycielami i umorzeniu długu po ówczesnym uiszczeniu przez przedsiębiorstwo proporcjonalnie mniejszej kwoty, co umożliwia spółce kontynuowanie działalności gospodarczej. 14 czerwca na nadzwyczajnym spotkaniu wierzycieli HMRC zdecydowało się nie wspierać propozycji CVA, tym samym skazując na likwidację spółkę The Rangers Football Club plc., założoną w 1899 r. i kontrolującą od tego czasu klub z Ibrox.

Zgodnie z umową Greena z zarządem komisarycznym, po formalnym odrzuceniu CVA Sevco zakupiło za 5,5 mln klubowe aktywa (wśród nich stadion, obiekt treningowy, kontrakty zawodników) i przetransferowało je do nowo utworzonej spółki (tzw. NewCo, w opozycji do OldCo charakteryzującej dotychczasową spółkę) Sevco Scotland Limited, która po kilku tygodniach została przemianowana na The Rangers Football Club Limited, powołując jednocześnie nowy zarząd z prezesem Malcolmem Murrayem na czele. 

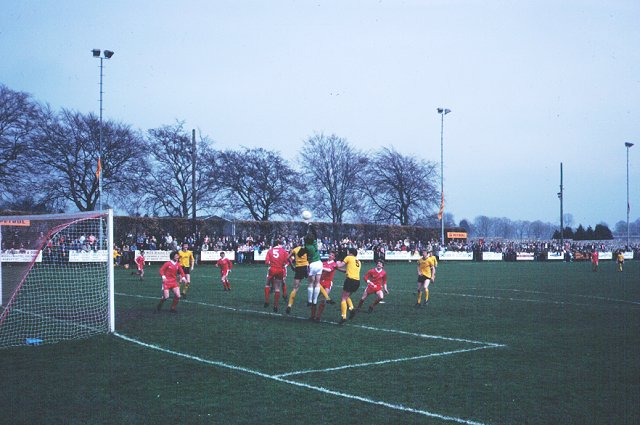
Kameralny obiekt trzecioligowego Brechin City – Glebe Park był miejscem odrodzenia Rangers.

Tego typu działanie nie ma wpływu na historię klubu, który kontynuuje swoją działalność w nowych strukturach, ale niesie za sobą szereg następstw.
Według przyjętej w 2006 r. dyrektywy Transfer of Undertakings (Protection of Employment) pracownicy klubu mieli możliwość odmowy transferu swojego kontraktu do nowej spółki i tym samym mogli opuścić klub. Skorzystało z tego łącznie dziewięciu zawodników – Sone Aluko, Steven Davis, John Fleck, Kyle Lafferty, Rhys McCabe, Allan McGregor, Steven Naismith, Jamie Ness, Steven Whittaker.
Przeniesienie członkostwa Scottish Premier League z OldCo do NewCo zgodnie z regulaminem wymagało zgody przynajmniej 7 z 11 pozostałych klubów. 4 lipca na zebraniu prezesów przedstawicieli szkockiej ekstraklasy zapadła decyzja o niedopuszczeniu Rangers do rozgrywek SPL w sezonie 2012/13, co zmusiło klub do aplikowania o miejsce w Scottish Football League, organizacji zrzeszającej zespoły występujące na drugim, trzecim i czwartym szczeblu szkockiej hierarchii piłkarskiej. Dziewięć dni później 29 z 30 klubów SFL pozytywnie rozpatrzyło wniosek Rangers, jednocześnie głosem 25 przedstawicieli umieszczając klub z Ibrox w Third Division – najniższej klasie rozgrywkowej w kraju. 27 lipca po długich negocjacjach Scottish Football Association przyznała Rangers licencję na grę, przenosząc członkostwo z OldCo do NewCo. Warunkiem takiej decyzji było zaakceptowanie przez władze Rangers sankcji nałożonych na klub w czasie trwania administration – kary finansowej w wysokości 160 tysięcy funtów, 12-miesięcznego zakazu dokonywania transferów (począwszy od 1 września 2012 r.) i zobowiązania się spłaty długów do klubów z całej Europy.
Następnego dnia klub rozpoczął nowy rozdział w swojej historii meczem 1. rundy Challenge Cup przeciwko trzecioligowemu Brechin City.

## Późniejsze postanowienia
20 listopada 2012 roku sąd w Edynburgu ogłosił wyrok dotyczący tzw. Big Tax Case, stosunkiem głosów 2:1 postanawiając, że żądania HMRC na kwotę ponad 70 milionów funtów w sprawie domniemanych zaległości podatkowych z lat 2001–2010, które w znaczącym stopniu przyczyniły się do późniejszego bankructwa klubu były bezzasadne, a stosowanie za pośrednictwem Murray Group Holdings (spółki podległej byłemu właścicielowi) modelu Employee Benefits Trust (EBT) – zgodne z obowiązującym wówczas prawem.
28 lutego 2013 r. specjalnie powołana przez zarząd Scottish Premier League komisja pod przewodnictwem Lorda Nimmo Smitha uznała klub winnym zatajenia dokumentów potwierdzających stosowanie EBT, jednocześnie zaznaczając, że Rangers nie uzyskali tym samym nieuczciwie sportowej przewagi i nałożyła na OldCo karę finansową w wysokości 250 tysięcy funtów.
Na początku marca 2013 roku, kilka miesięcy po debiucie spółki Rangers International Football Club plc na londyńskiej giełdzie ogłoszone zostały wyniki finansowe za okres od czerwca do grudnia 2012 roku, w którym wykazano m.in. zysk na poziomie £9 520 000 i wzrost środków pieniężnych o £21 191 000.